# 板倉重昌
板倉 重昌（いたくら しげまさ）は、安土桃山時代から江戸時代初期にかけての武将、大名。三河深溝藩主。福島板倉家の祖。父は板倉勝重、母は粟生永勝の娘。兄に重宗、弟に重大がいる。

## 生涯

### 家康の近習出頭人
天正16年（1588年）、徳川氏の家臣・板倉勝重の次男として駿河駿府にて誕生した。
慶長8年（1603年）1月に伏見にて召し出され、徳川家康に仕え始める。慶長10年（1605年）4月10日、主君家康の参内に伺候し従五位下内膳正（ないぜんのかみ）に叙任された。加増も行われ、慶長13年（1608年）に1000俵を賜るが、翌慶長14年（1609年）に山城綴喜郡・相楽郡・久世郡内にて1000石の知行に改められた。慶長16年（1611年）の家康の上洛に供奉、駿府へ戻った後に松平正綱・秋元泰朝と共に家康の近習出頭人となった。
近習出頭人になる前後から度々家康の使者として上洛、慶長14年に発覚した朝廷の密通事件（猪熊事件）では、後陽成天皇の意向を聞くため7月14日と8月4日に2度上洛した。慶長18年（1613年）12月19日には京都のキリシタン弾圧と大久保忠隣の改易に絡んで、家康の密命を帯びて上洛した。翌慶長19年（1614年）に方広寺鐘銘事件が起きると8月5日に上洛、京都五山の僧たちの下へ派遣され、銘文の吟味結果を駿府の家康に報告した。9月19日に三河額田郡深溝内で1230石を加増された。
岩佐又兵衛作『洛中洛外図屏風』（舟木本）にこの時期の重昌が描かれているとされ、歴史学者黒田日出男は左隻の中心軸上に描かれている印象的な武家行列の主を重昌と特定した。左隻第五扇中部の黒羽織を着ている馬上の武士が重昌と推理、黒羽織に板倉氏の家紋（九曜巴）が見えることを根拠に主張、家康による慶長14年の猪熊事件の当事者たちの処罰を重昌の武家行列で表現したと解釈した。黒田は他にも、父勝重と盟友の武家伝奏広橋兼勝が描かれていることも確認、左隻の二条城の大手門を潜ろうとしている公家が兼勝で、二条城で訴訟を主宰し、女の訴えを聞いている武士を勝重と特定した。

### 加増され大名へ
慶長19年の大坂冬の陣では出陣して天王寺口を守り、講和が結ばれると豊臣秀頼の誓書を受理。翌慶長20年（元和元年・1615年）の大坂夏の陣でも天王寺口を守り、元和2年（1616年）の家康死去の時点では上総山辺郡・埴生郡・下総葛飾郡内で3000石を加増され、5230石を領する大身旗本となっていた。家康亡き後は子の江戸幕府2代将軍徳川秀忠に仕え、元和3年（1617年）に家康の霊柩が久能山東照宮から日光東照宮へ移転した時に供奉、元和6年（1620年）に秀忠の娘和子（東福門院）が上洛・入内した時も供奉した。翌元和7年（1621年）に丹波へ派遣され、亀山城と福知山城の受け渡しを務めた。
寛永元年（1624年）に父が死去、父の遺領のうち6610石の所領を受け継ぎ1万1800石余りを領し深溝藩を立藩する。寛永5年（1628年）と寛永10年（1633年）に総検地による高直しで深溝藩は1万5千石余となった。
以後も将軍の供奉や上使と城の引き渡し役を務め、寛永3年（1626年）の秀忠の上洛と寛永5年の日光社参に供奉、寛永9年（1632年）の肥後熊本藩主加藤忠広の改易に伴い、細川忠利・細川忠興・小笠原忠真・小笠原長次・小笠原忠知・松平重直ら諸大名が転封された際は上使と城の引き渡し役として派遣され、肥後熊本城・八代城、豊前小倉城・中津城、豊後杵築城の引き渡し役を務めた。秀忠の子で3代将軍徳川家光にも仕え、寛永11年（1634年）の家光の上洛に供奉、閏7月7日に京都から出雲・隠岐に京極忠高への松江城の引き渡し役として派遣された。

### 九州下向、戦死
寛永14年（1637年）11月9日、島原の乱鎮圧の上使となった。嫡子の重矩を伴い、副使の石谷貞清と出陣。翌10日に江戸を発ち、伏見で兄の出迎えを受け、18日夜に大坂を出船、26日に九州の小倉に到着した。
動員された西国の諸侯を率いる命を受け下向するが、九州の諸侯は小禄で小役（重昌の幕府役職は御書院番頭でしかなく、副使の貞清に至っては大名ですらない）の重昌の指揮に従わず、小身の重昌では統制が取れないことや一揆勢の勢いの強いこと、長期化した際に幕府の権威が揺らぐことや、海外からの勢力の参加の可能性などを恐れた幕府は、重昌が小倉に到着した翌27日に老中松平信綱と戸田氏鉄を上使とし、大幅な増援も決定した。江戸中期に書かれた『徳川実紀』や『常山紀談』19巻388条に、重昌が派遣される際、柳生宗矩が「小藩主である重昌を総大将にすれば、九州大名の統制がとれず討伐は失敗する」と考えて反対したという逸話が収録されている。しかし実際は幕府は事態を楽観視していたとされ、信綱と氏鉄は戦後処理が目的で派遣されたと推測されている。
12月3日に島原半島北の神代に着いた重昌・貞清は上使の指図に従うことを命じた。5日に島原城へ入り、女子供は殺さず生け捕る・一揆の投降者は咎めず退城を許すことなどを指示した軍令を発し、10日に原城攻撃を開始した。だが10日と20日の2度にわたる攻撃はいずれも籠城していた一揆の頑強な抵抗で失敗、後続の上使である信綱・氏鉄の下向に焦った重昌は城の総攻撃を画策するようになった。
重昌は功を奪われることに焦慮を覚えたとされ、29日に諸藩の家老を招集して総攻撃の検討を問いかけ、準備不足の声が上がったため延期したが、信綱・氏鉄が小倉に到着したことを知るや翌30日に一転して総攻撃を決定、年が明けた寛永15年（1638年）1月1日に総攻撃を命じるが、諸軍の連携を失い、4000人とも伝わる大損害を出す。重昌自身は板倉勢を率いて突撃を敢行し、眉間に一揆勢の鉄砲の名手・三会村金作が放った銃弾の直撃を受け、戦死した。享年51。重昌の戦死報告を聞いた家光は「無様な敗北を喫したことは不届き」と憤慨したと伝えられるが、歴史学者山本博文は重昌が原城に到着しない頃から信綱・氏鉄を派遣したことで重昌を焦らせ、無謀な総攻撃をさせた遠因として家光の責任も指摘している。野村玄も戦争経験の無い家光が一揆がすぐ収まると考えた見通しの甘さを後続の上使派遣に繋がったと批判している。
墓所は島原市の江東寺。辞世は「あら玉のとしの始に散花の 名のみ残らば先がけとしれ」とされるが、「咲く花の」とする説もある。
残された嫡子の重矩は、元の副使貞清と共に原城陥落の際、抜け駆けを行った佐賀藩勢に遅れじと突入を行った。この際、一騎討ちで敵将・有家監物を討ち取る功を挙げているが、佐賀藩との抜け駆けと当初の敗戦の軍律違反により、1年ほど謹慎処分を受ける。しかしその後は老中や京都所司代を務め、5万石にまで加増する。重昌の子孫はその後、下野烏山藩、武蔵岩槻藩、信濃坂木藩、陸奥福島藩と転封され、明治まで続いた。

## 人物・逸話
- 父勝重が重昌と兄重宗とに対し、ある訴訟の是非について答えよと問うた。重昌はその場で返答したが重宗は1日の猶予を求めたうえ、翌日に弟と同じ結論を答えた。周りのものたちは重昌の方が器量が上だと評価したが、勝重は「重宗は重昌同様に結論を早く出していた、ただ慎重を期すためにあのような振る舞いをしただけであり、重宗のほうが器量が上である」と評したという（名将言行録）。後に勝重は京都所司代職を（嫡子ではあるが）兄の重宗に譲っている[21]。
- 福島市杉妻町には重昌を祀った板倉神社があり、同市では、重昌の訃報が届いた1月7日に門松を片付ける習わしが続いている。
- 大坂冬の陣における豊臣方との誓紙交換の際、豊臣方は誓書の宛名を大御所の家康か将軍の秀忠のどちらにするか迷って重昌に質問した。すると重昌は迷うことなく家康にするように述べた。帰陣した後、家康にそのことを問われると「私は二君の使いではなく、家康公の家臣です」と述べた。その忠誠心を家康に誉められたという（『寛政重修諸家譜』）[21][22]。

## 系譜
父母
- 板倉勝重（父）
- 粟生永勝の娘（母）

妻子
- 山口直友の娘（正室）
- 林吉定の娘（継室）
  - 長男：板倉重矩
  - 次男：板倉重直
  - 長女：小笠原政信正室
  - 次女：溝口信勝正室

## 登場作品
- 徳川家康（1983年、NHK大河ドラマ）、演：下塚誠
- 葵 徳川三代（2000年、NHK大河ドラマ）、演：寺杣昌紀